# Raul Lino

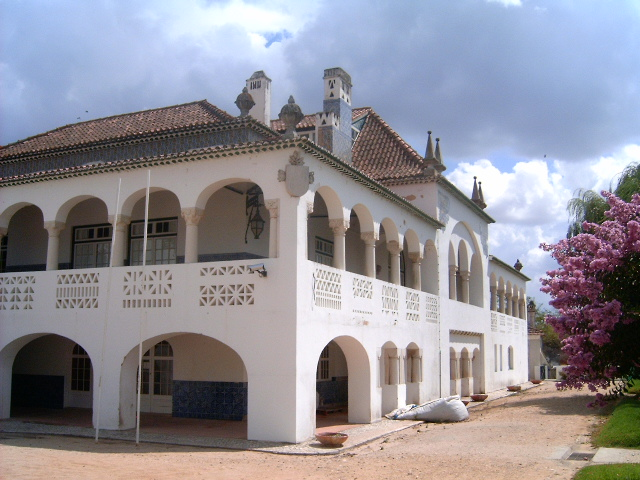
Casa dos Patudos, construída em 1905

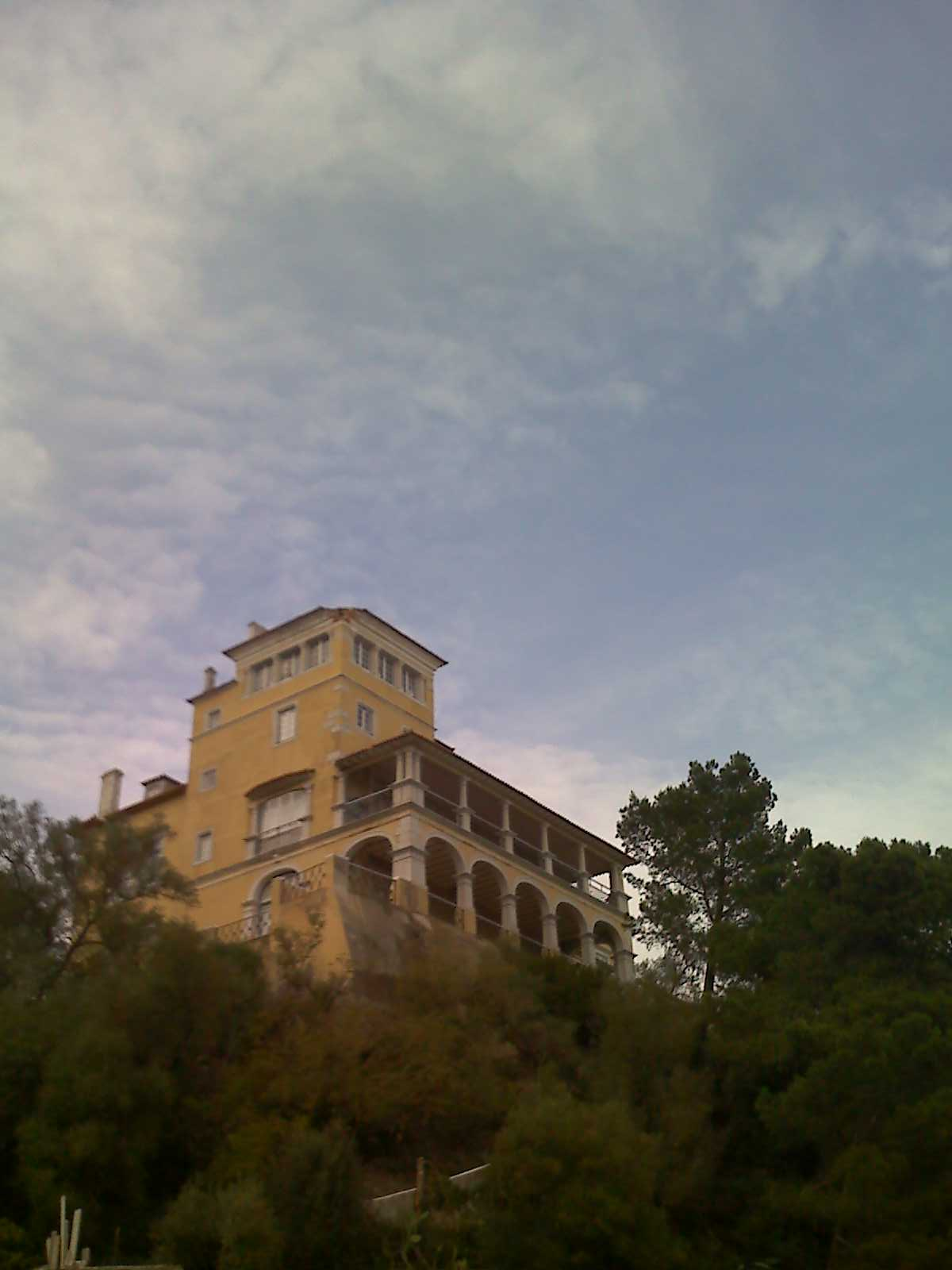
Casa da Quinta da Comenda, construída em 1903

Raul Lino da Silva melhor conhecido como Raul Lino ComC (Lisboa, Lapa, 21 de Novembro de 1879 – Lisboa, Penha de França, 13 de Julho de 1974), foi um arquitecto português.

## Biografia
Foi uma personalidade única no que se refere ao panorama das artes em Portugal, muito devido ao facto de ter conseguido articular a tradição portuguesa com as inovadores correntes europeias do início do séc. XX. Com 70 anos de atividade profissional, Lino é autor de mais de 700 obras. Também é importante referir que apesar do seu leque de projetos, ele também foi um homem com uma vasta obra teórica ou escrita, o que se tornou muito determinante, para os seus seguidores aos longo de décadas em Portugal.
Raul Lino fez os seus estudos na Grã-Bretanha e Irlanda, para onde se deslocou com 10 anos de idade, e depois de 1893 na Alemanha, onde trabalhou no atelier de Albrecht Haupt , com quem manteve uma amizade duradoura.
O encontro e a amizade que manteve com o arquiteto alemão foi um dos pontos marcantes da sua formação estética, arquitectónica e da concepção do cultural. Haupt era apaixonado pela arquitectura do renascimento e levou a cabo várias viagens de estudo na Itália, Espanha e Portugal, procurando o contacto directo com as obras, por mais recônditas que estivessem, desenhando-as e documentando-se abundantemente. Uma concepção da cultura como elemento vivo, que se pode experimentar no terreno e participar dela.
Raul Lino regressou a Portugal em 1897, onde continuou os seus estudos. Desempenhou cargos no Ministério das Obras Públicas e foi Superintendente dos Palácios Nacionais. Foi membro fundador da Academia Nacional de Belas Artes, sendo seu presidente no momento da sua morte. No setor da imprensa, foi colaborador artístico em diversas publicações periódicas, nomeadamente nas revistas: Atlantida (1915–1920), Homens Livres (1923), Ilustração (1926–) e na Revista Municipal de Lisboa (1939–1973).
Ao longo dos seus 70 anos de artista e arquitecto, defendeu a tradição na concepção das formas, afirmando que a arte e a arquitectura são elas também um produto do homem e para os homens, com história, genealogia, características e funcionalidades próprias do espaço e do tempo em que se inserem e da comunidade para que são produzidas. É, assim, um defensor da tradição versus modernismo ou um modernista da tradição.
A 4 de Março de 1941 foi feito Comendador da Ordem Militar de Cristo.

## Vida pessoal
Nasceu e foi batizado na Paróquia da Lapa, em Lisboa, filho de José Lino da Silva, negociante, e de D. Maria Margarida de La Salette Lino, ambos naturais de Lisboa.
Casou em Lisboa, na igreja de São Sebastião da Pedreira, a 29 de abril de 1907, com Alda Decken dos Santos, então ainda menor, de 19 anos, natural de Lisboa, filha de Joaquim Antunes dos Santos, natural de São Domingos de Rana (Cascais), e de D. Cristina Luísa Bernardina Gertrudes Hermínia Decken — de nome original, Christine Decken, por casamento dos Santos —, natural de Wesel, Alemanha. Viveu numa casa na Avenida António Augusto de Aguiar, 18, em Lisboa, propriedade da sogra. Do casamento, resultaram duas filhas: Isolda Lino e Maria Cristina Lino.
Morreu a 13 de julho de 1974, na freguesia da Penha de França, em Lisboa, onde residia na Rua Feio Terenas, n.º 1, 1.º andar. Foi sepultado no Cemitério de São Pedro de Sintra.

## Carreira
No fundo podemos considerar Lino como um arquiteto de um paradigma consistente e inovador. Criando espaços voltados e organizados para pátios interiores, onde existe a criação de sombras e espaços de transição, em que valoriza os alpendres, uma pouco numa perspetiva anti-urbana. Designada romanticamente por Raul Lino como espírito do lugar, muito ao jeito de Frank Lloyd Wright (1876–1959), a sua arquitetura valorizava a articulação com a paisagem, segundo uma composição orgânica, sábia e intuitiva, com gosto pelo uso de materiais tradicionais, que apesar de terem um carácter decorativo são essencialmente funcionais, de acordo com os modos tradicionais do Arts and Crafts. Vai elaborar projetos a partir da planta, com uma interpretação das necessidades dos seus utilizadores com uma cuidado de quem entende a casa como um espaço de vivencia tanto individual como coletivo. Com uma aspiração de projetar uma obra de arte total, na qual vai envolver o seu mobiliário e o desenho do jardim.
Ao longo da sua vida, projectou mais de 700 obras, tais como a Casa dos Patudos, em Alpiarça, para José Relvas (1904), a Casa do Cipreste, em Sintra (1912), o Cinema Tivoli, em Lisboa, (1925), o Pavilhão do Brasil na Exposição do Mundo Português de 1940. 
Em 1912 foi lhe encomendado o projecto e requalificação das novas instalações do Jardim Zoológico de Lisboa na Quinta das Laranjeiras, obra de grande destaque que qualificaria o Zoo como dos mais relevantes da Europa do século XX.  
Foi ainda autor de numerosos textos teóricos sobre o problemática da arquitectura doméstica popular, como A casa portuguesa (1929), Casas portuguesas (1933) e L'évolution de l'architecture domestique au Portugal (1937).
Posteriormente, alguns textos foram reunidos num livro publicado pelo jornal O Independente em 2004, de nome "Não é artista quem quer".
Destacam-se entre os seus projectos arquitectónicos, os seguintes: 
- Moradia na Rua Castilho, n.º 64 a 66 - Lisboa Prémio Valmor, 1930[14].
- Casa dos Patudos, Alpiarça
- Teatro Tivoli, Lisboa
- Cine-Teatro Curvo Semedo, Montemor-o-Novo (maior sala de espetáculos a sul do Tejo)
- Museu e Jardim-Escola João de Deus, Lisboa
- Loja Gardénia, Lisboa
- Torre de S. Patrício, Monte Estoril
- Casa Monsalvat, Monte Estoril
- Casa Silva Gomes, Monte Estoril
- Cinema Avis, Lisboa
- Pavilhão do Brasil na Exposição do Mundo Português, Lisboa
- O edifício dos Paços do Concelho, Setúbal
- Casa da Quinta da Comenda, Setúbal
- Casa de Santa Maria, Cascais (1918)[15]
- Casa do Cipreste, Sintra (1907–1913)[15]
- Casa dos Penedos, Sintra
- Casa Branca, Azenhas do Mar
- Casa Branca, Oeiras
- Sanatório de Sousa Martins, Guarda[15]
- Casa do Soar de Cima ou Casa Museu de Almeida Moreira, Viseu (1925)[16]
- Casa de São Bento, do Regueiro ou de Júlio de Lemos, Lousã [17]
- Quinta das Romeiras, Jardim da Serra, Câmara de Lobos (1933)
- Pérgola Raul Lino, Penacova (1918)[18]
- Casa Roque Gameiro, Amadora (Projeto de Ampliação - 1900)
- Casa da Cerca dos Marqueses, Gouveia (Projeto de Ampliação - 1909)
- Capela da Cerca dos Marqueses, Gouveia (1909)
- Solar dos Caldeira Cabral, Paços da Serra (Gouveia) (Projeto de Ampliação)

### Teatro Tivoli

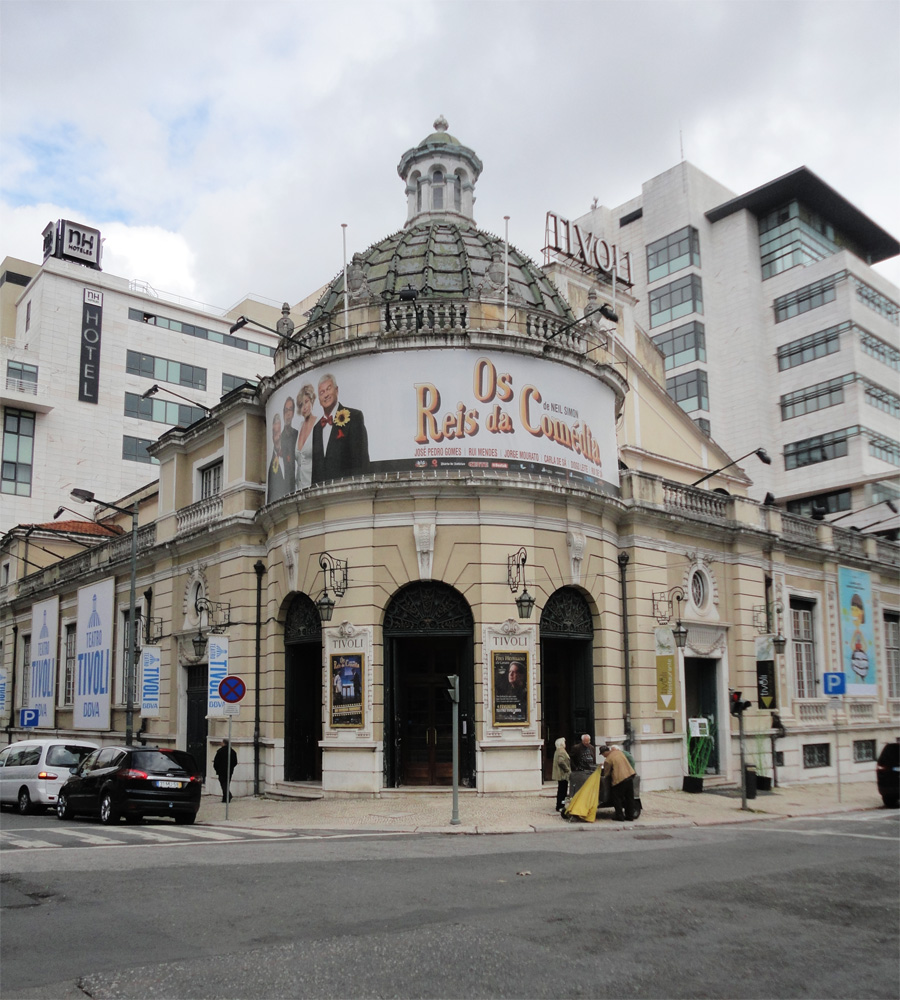
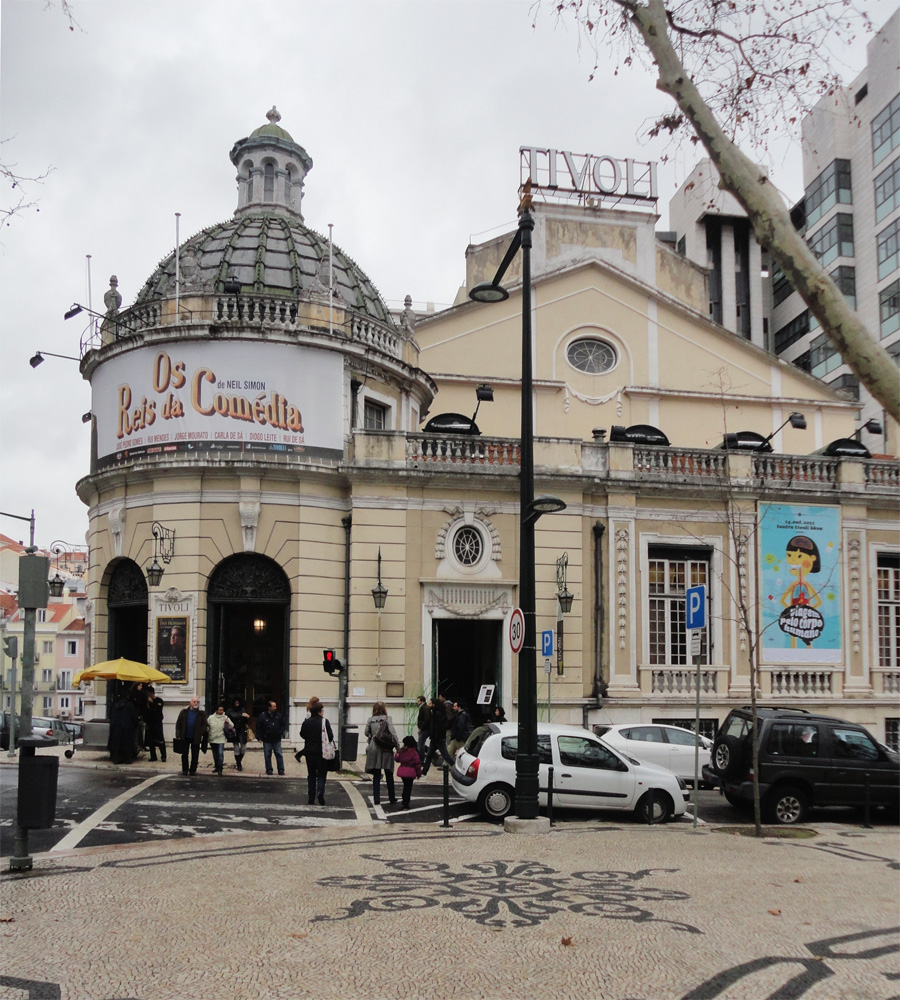
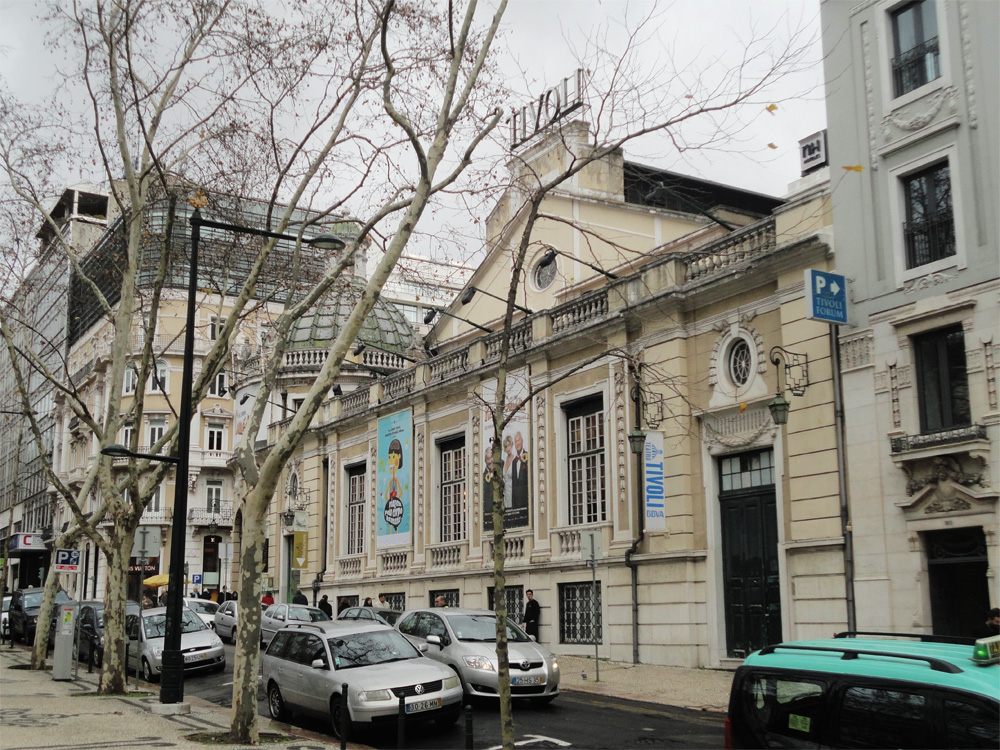